# Chrysobothris sexfasciata
Chrysobothris sexfasciata es una especie de escarabajo del género Chrysobothris, familia Buprestidae. Fue descrita científicamente por Schaeffer en 1919.
Mide 4.5 mm.
Esta especie se encuentra en Florida, Cuba y Jamaica.